# Elezioni comunali in Liguria del 1988
Le elezioni comunali in Liguria del 1988 si tennero il 13-14 novembre.

## Provincia di Savona

### Albenga
| Partito                                                                                      | Partito                                       | Voti   | %     | Seggi | Differenza (%) | /       |
| -------------------------------------------------------------------------------------------- | --------------------------------------------- | ------ | ----- | ----- | -------------- | ------- |
|                                                                                              | Partito Comunista Italiano                    | 5 895  | 37,15 | 12    | 1,35           | Stabile |
|                                                                                              | Democrazia Cristiana                          | 3 704  | 23,34 | 8     | 5,38           | 1       |
|                                                                                              | Partito Socialista Italiano                   | 2 375  | 14,97 | 5     | 4,11           | 2       |
|                                                                                              | Partito Liberale Italiano                     | 1 115  | 7,03  | 2     | 1,14           | Stabile |
|                                                                                              | Partito Socialista Democratico Italiano       | 943    | 5,94  | 2     | 0,68           | Stabile |
|                                                                                              | Partito Repubblicano Italiano                 | 908    | 5,72  | 1     | 0,15           | Stabile |
|                                                                                              | Lista Verde                                   | 411    | 2,59  | 0     | -              | -       |
|                                                                                              | Movimento Sociale Italiano - Destra Nazionale | 282    | 1,78  | 0     | 1,15           | 1       |
|                                                                                              | Democrazia Proletaria                         | 135    | 0,85  | 0     | 0,49           | Stabile |
|                                                                                              | Uniun Ligure                                  | 66     | 0,42  | 0     | -              | -       |
|                                                                                              | Partito Pensionati                            | 34     | 0,21  | 0     | -              | -       |
| Totale                                                                                       | Totale                                        | 15 868 | 100   | 30    |                |         |
| Votanti                                                                                      |                                               |        |       |       |                |         |
| Elettori                                                                                     |                                               |        |       |       |                |         |
| Fonte: Archivio Storico La Stampa, su archiviolastampa.it. URL consultato il 16 agosto 2025. |                                               |        |       |       |                |         |